# Невадо Сан Франциско
Невадо Сан Франциско је стратовулкан на граници Аргентине и Чилеа, лоциран југоисточно од пролаза Сан Франциско. Сматра се угашеним и један је од неколико узвишења у овој области која прелазе висину од 6 000 m, а међу којима доминира Охос дел Саладо. Налази се на граници провинција Катамарке (Аргентина) и Копијапа (Чиле).
Вулкан је део Централне вулканске зоне Анда и достиже надморску висину од 6 016 m. Изграђен је од андезита са изузетком базалтних купа и лавичних токова на источној страни. Ове купе део су раседне линије Пеинадо. Њихов узорак датиран је аргонском хронологијом на период од пре 200 000 година.‍:74–75  Они су вредни пажње због својих фенокристала оливина. Међу лавичним токовима издваја се један дужине 11 km, не старији од милион година.  На западним падинама налазе се куполе од дацитске лаве., а на врху две кружне конструкције из доба Инка или Формативног периода. Први званични успон на овај вулкан извео је Валтер Пенк (Немачка) 16. децембра 1913. године.